# Vuotie
Vuotie (suédois : Norvägen)  est une rue du quartier Vuosaari d'Helsinki en Finlande.

## Présentation
La Vuotie est la route principale de Vuosaari pour la circulation automobile et elle constitue le prolongement de Meripellontie.
La Vuotie mène de la jonction d'Itäväylä et de Kehä I près de l'Itäkeskus jusqu'au pont de Vuosaari.
Les rues Meripellontie et Vuotie peuvent être considérées comme des extensions directes de Kehä I, et actuellement les noms de Kehä I-Vuotie et Kehä I-Meripellontie sont utilisés dans les plans d'urbanisme.